# طعوما
طعوما قرية في ناحية كنسبا التابعة لمنطقة الحفّة في محافظة اللاذقية. بلغ عدد سكانها 498 نسمة حسب تعداد عام 2004.